# 中国驻日本大使馆
中华人民共和国驻日本国大使馆（日语：／），简称中国驻日大使馆，是中华人民共和国驻日本的外交代表机构。現任大使是吳江浩。

## 概述

### 位置
中國大使館地址為東京都港区元麻布3丁目4番地33号（3-4-33 MOTO-AZABU, MINATO-KU, TOKYO），最近的車站是使館正門西北方的東京地鐵广尾站和六本木站，大江户线和日比谷线均可直達。
在大正时代，这一带是后藤新平（第三任台湾民政长官）的私人住宅，昭和时代，这里是满洲国驻日本大使馆的所在地，战后，在两国断绝外交关系之前，这里是中华民国驻日本大使馆的所在地。

### 业务与近况
中国驻日大使馆与北京的日本驻华大使馆同为中日关系中的重要机构。除了与日本官方单位的互动、资讯交换之外，主要就是支援在日中国公民、提供外交服务与紧急援助等，也办理日本国民及第三国在日人士的来华签证申请。更广泛的业务范围还包括中华文化推广、观光促进及其他事务。近年来，涉及的重要课题包括了中国抗日战争中的历史遗留问题、福岛核废水排放问题等。
除了东京的大使馆外，中国在日本还设有大阪、名古屋、福冈、新潟、札幌和长崎的总领事馆，均由东京大使馆管辖。

## 历史

### 中国中日备忘录贸易办事处驻东京联络处
中国中日备忘录贸易办事处驻东京联络处，是中日邦交正常化前，中华人民共和国在日本国东京都设立的“备忘录贸易”问题涉外處理机关，于1964年8月设立。
该机构最初名为“廖承志办事处驻东京联络事务所”。1964年4月14日至18日，廖承志办事处和高碕办事处就互派代表和互设联络事务所事宜举行会谈。中国方面与会者有孙平化、王晓云，日本方面与会者有竹山佑太郎、冈崎嘉平太、古井喜实、大久保任晴，双方就互派代表和互设联络事务所达成协议。双方互设“廖承志办事处驻东京联络事务所”、“高碕办事处驻北京联络事务所”，前者直属国务院外事办公室，后者直属日本通产省。
1964年8月，以孙平化为驻东京联络处首席代表，吴曙东、陈抗为代表，康敏、林波为随员的中方人员在东京都纪尾井町农研大楼设立“廖承志办事处驻东京联络处”。
1968年2月，双方就年度《议定事项》进行谈判时，经过中方提议、日方同意，廖承志办事处和高碕事务所分别更名为“中国中日备忘录贸易办事处”和“日本日中备忘录贸易事务所”。1972年11月27日，在北京饭店举行备忘录贸易闭幕式。1972年12月31日，日本日中备忘录贸易事务所驻北京联络事务所关闭，该所成员一人转入日本驻华大使馆、一人转为日中贸易协会驻北京联络员，其余人员归国。1974年1月21日，中国中日备忘录贸易办事处驻东京联络事务所关闭，机构合并为中国驻日本大使馆商务办事处。
1972年9月29日，中华人民共和国国务院总理周恩来与日本国内阁总理大臣田中角荣于中华人民共和国首都北京市签署了中华人民共和国政府和日本国政府制定的共同声明，两国间的邦交正常化，两国间的大使館也因而开館。1973年2月1日建馆时暂住在东京千代田区的新大谷饭店，后迁入位于元麻布的原中华民国驻日大使馆馆址。

## 机构设置
根据有关规定，中国驻日本大使馆设置下列机构：

### 内设机构
- 政治处
- 政策研究处
- 新闻和公共外交处
- 文化处
- 科技处
- 领事侨务处
- 经济商务处
- 教育处
- 武官处：国防武官皇甫群星少将、副武官刘亚伟陆军大校、海军武官杨文清大校
- 办公室

经济商务处并不设在使馆内，而是位于东京都港区南麻布5-8-15，与瑞士驻日大使馆隔街相望。

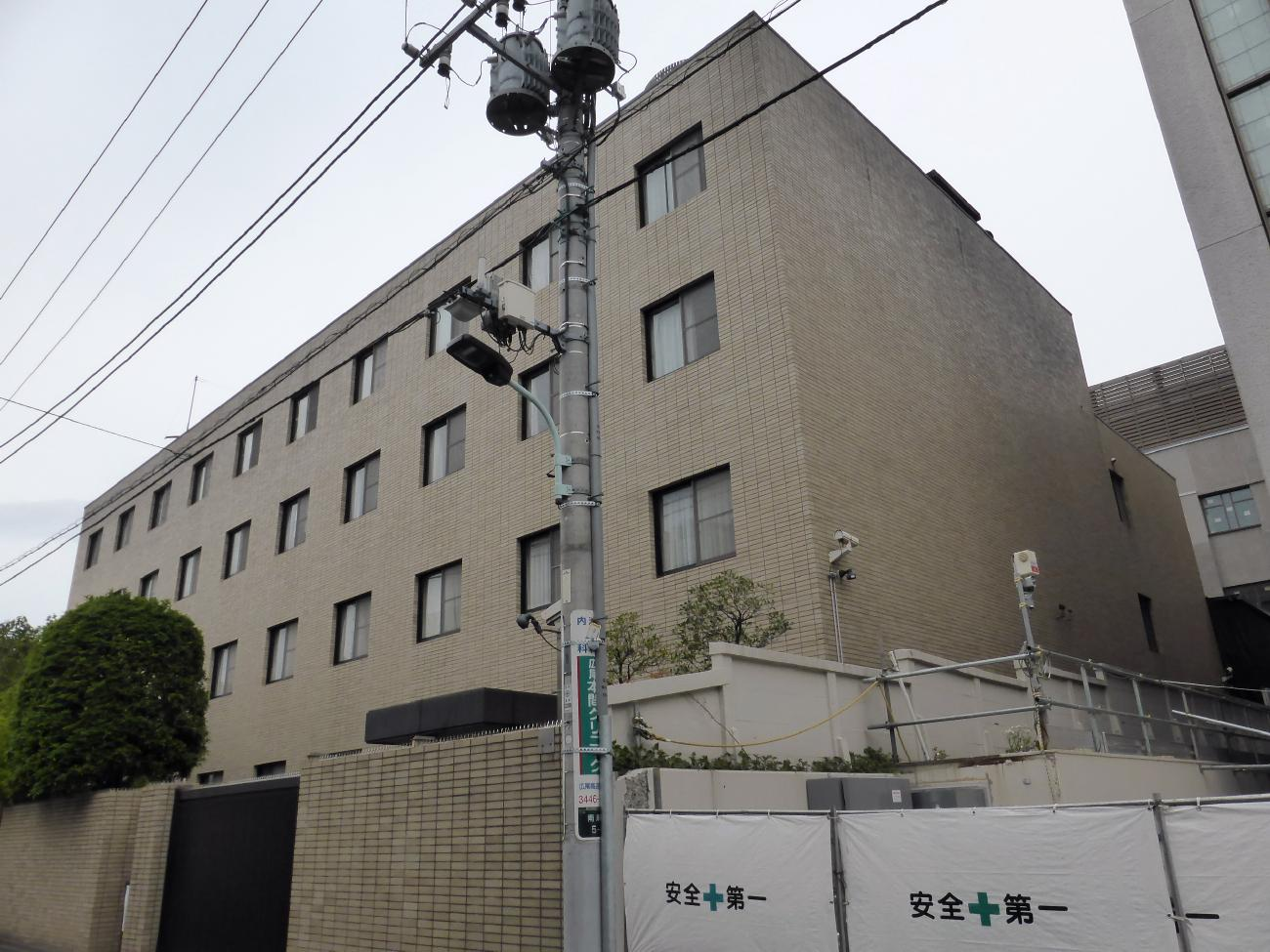
中国大使館 经济商务处全景
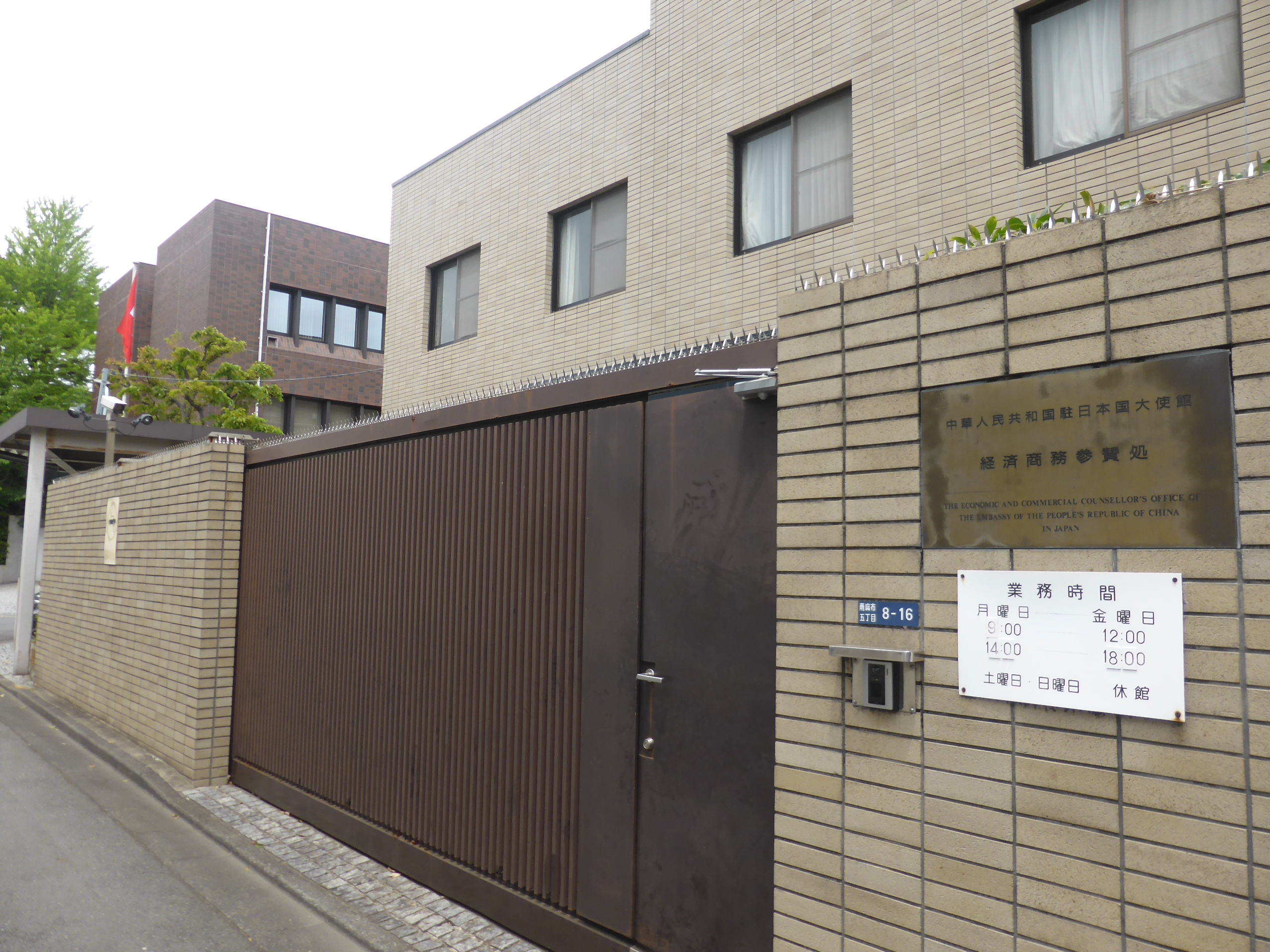
与经济商务处相邻的瑞士驻日大使馆
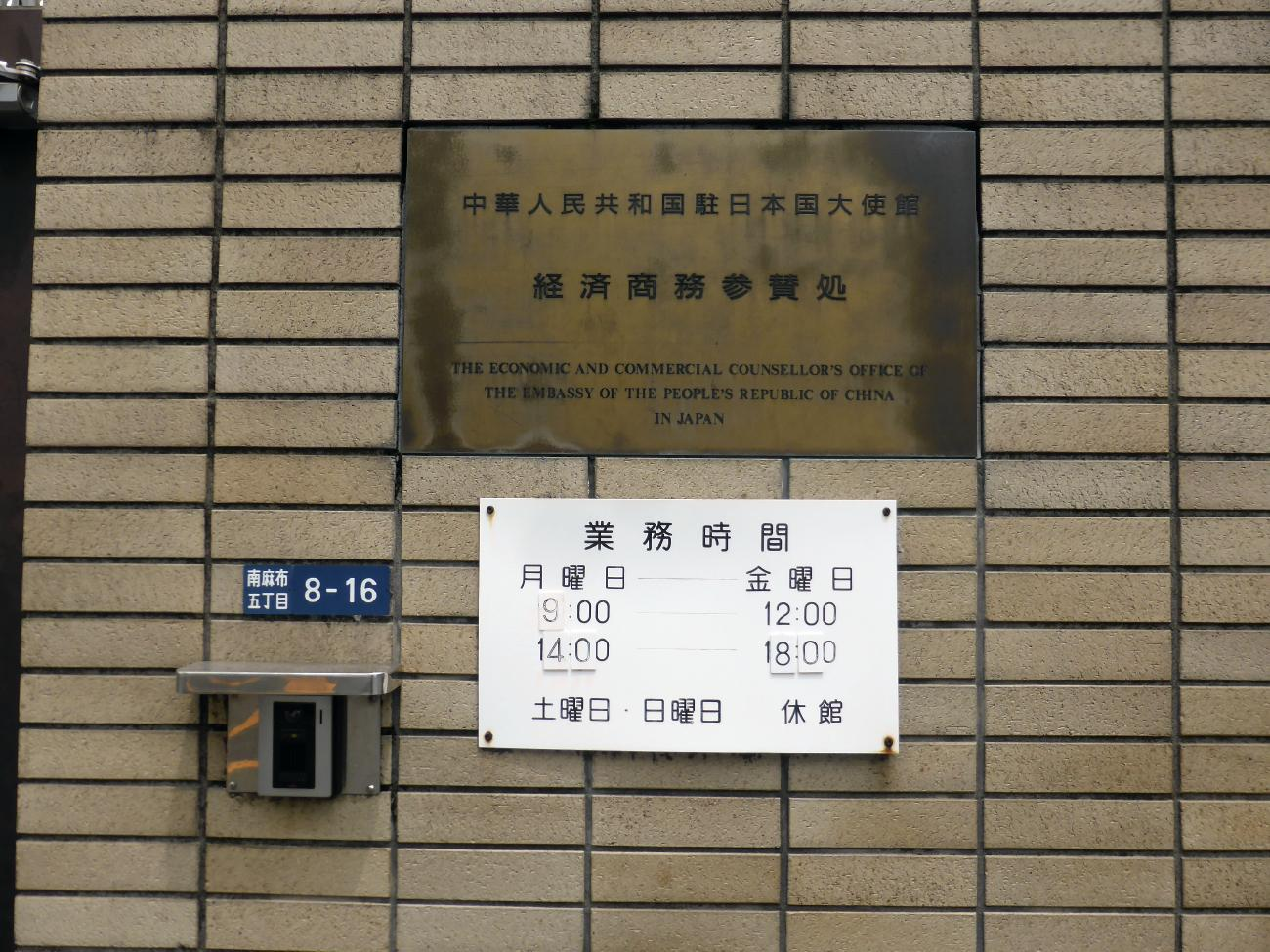
经济商务参展处

### 总领事馆
- 中國駐大阪總領事館
- 中國駐札幌總領事館
- 中國駐福岡總領事館
- 中國駐長崎總領事館
- 中國駐名古屋總領事館
- 中國駐新潟總領事館

## 歷任負責人

### 歷任中國中日備忘錄貿易辦事處駐東京聯絡處代表
| 姓名   | 任命      | 到任         | 免职 | 离任      | 备注                          | 备注 |
| ------ | --------- | ------------ | ---- | --------- | ----------------------------- | ---- |
| 孙平化 | 1964年    |              |      | 1967年4月 | 1967年4月回国休假，未返回日本 |      |
| 赵自瑞 |           |              |      |           | 代表，临时负责联络处工作      |      |
| 许宗茂 |           |              |      |           | 代表，临时负责联络处工作      |      |
| 萧向前 | 1972年5月 | 1972年7月3日 |      |           |                               |      |

### 历任大使
- 陈楚（1973年4月－1976年12月）
- 符浩（1977年8月－1982年2月）
- 宋之光（1982年3月－1985年8月）
- 章曙（1985年9月－1988年6月）
- 杨振亚（1988年1月－1993年3月）
- 徐敦信（1992年12月－1998年6月）
- 陈健（1998年4月－2001年7月）
- 武大伟（2001年7月－2004年8月）
- 王毅（2004年9月－2007年9月）
- 崔天凯（2007年9月－2010年1月）
- 程永华（2010年2月－2019年5月）
- 孔鉉佑（2019年5月－2023年2月）

## 争议
2021年4月29日晚，在美国总统乔·拜登28日发表上任百日的国情演说中，强调了民主的优越性后，中国驻日大使馆随着在其推特上发表讽刺美国民主的插图推文。图中显示，一个穿着模仿美国国旗的死神按顺序打开门，门上面写着伊拉克、利比亚、叙利亚等中东国家、从门的另一侧流出血液，并在附文写上「如果美国带来“民主”，那就将是这样。」不过在30日下午，这则推文已被自行删除。对于这样一则推文，有日本网友留言“这是大使馆发的推文吗”、“真没品”等，有日本网友也翻出一则2019年相似的推文，只是插图中的死神变成是穿着类似中国国旗的衣服，门上依序写着的是内蒙、新疆、西藏、香港，并正在敲台湾的门，认为中国驻日大使馆这次的插图有抄袭之嫌。以色列駐日大使阿里（Yaffa Ben-Ari）看到圖片後，表示這是將以色列「妖魔化」。他與以色列外交部官員打電話到中國使館抗議，隨後中國使館在1小時內刪除推文。據媒體報導，該圖片的死神手上所持鐮刀上繪有象徵猶太教的大衛星，因此被視為是反猶太插圖。

## 外部連結
- 中华人民共和国驻日本国大使馆官方网站（简体中文）（日語）
- 中国驻日本大使馆的Facebook專頁
- 中国驻日本大使馆的X（前Twitter）